# Crnoglavi papagaj
Crnoglavi papagaj (lat. Agapornis personatus) potiče iz Tanzanije i Kenije gde boravi uzduž rečnih korita, a može se naći i pod imenom personata papiga. Nema priznatih podvrsta.

## Opis
Crnoglavi papagaj dug je 14,5 cm. Mužjaku i ženki su grudi žute boje, a crveni kljun im uz crnu glavu daje izrazito dopadljiv izgled. Leđa i krila su zelena, a vrhovi leđnih pera su crni. Trtica je plava, a rep zelen sa žućkastim primesama pri korenu. Trbuh im je zelen, a izraženije kožni prsten oko očiju bele je boje. Mlade su papige bleđe obojene, pogotovo crno perje na glavi, a vrhovi kljuna su crni. Kupaju se tokom cele godine, a posebna im je poslastica banana.
Žive u severoistočnoj Tanzaniji, a mogu se naći i u Burundiju i Keniji. Držati ih treba kao ukrasne papige u paru u prostranoj krletki. Osetljive su na hladna podneblja pa zimi trebaju biti na toplom. Pravilnim negovanjem i hranjenem papige dožive 12 godina.
Inkubacija traje 23 dana a mladunci napuštaju gnezdo oko 42. dana života.

### Mutacije
Uzgojem su dobijene plava i ljubičasta kao nove boje kod kojih su grudi i stomak boje bele kafe. Plava mutacija nađena je u 20-im godinama 20. veka i to je najstarija mutacija crnoglave papige. Postoje još i žuta, smeđa i albino mutacija koje još nisu utvrđene kao prenosive boje te nekoliko šarenih primeraka.

## Literatura
- Alderton, David (2003). The ultimate encyclopedia of caged and aviary birds. London, England: Hermes House. стр. 218. ISBN 978-1-84309-164-6.